# ゼプト
ゼプト（zepto, 記号:z）は国際単位系 (SI) におけるSI接頭語の一つで、基礎となる単位の 10−21 倍（= 0.000000000000000000001 倍、十垓分の一）の量であることを示す。
1991年に導入されたもので、ギリシャ語で「7」を意味する σεπτα (septa) に由来する（フランス語の «sept»、ラテン語の "septem" という説もある）。7 は、10−21 = 1/10007 の 7 である。